# آدم سيمون
آدم سيمون (بالمجرية: Simon Ádám)‏ (30 مارس 1990 في المجر - ) هو كاتب سيناريو ولاعب كرة قدم مجري في مركز الوسط. شارك مع منتخب المجر تحت 17 سنة لكرة القدم ومنتخب المجر تحت 19 سنة لكرة القدم ومنتخب المجر تحت 21 سنة لكرة القدم ومنتخب المجر لكرة القدم. أما مع النوادي، فقد لعب مع نادي باري ونادي باليرمو ونادي مول فيدي وزومباثلي هالاداس ‏.

## وصلات خارجية
- آدم سيمون على موقع الاتحاد الدولي (مؤرشف)  (الإنجليزية)
- آدم سيمون على موقع الاتحاد الأوربي (الإنجليزية)
- آدم سيمون على موقع قاعدة بيانات كرة القدم.إي يو (الإنجليزية)
- آدم سيمون على موقع Soccerway.com (الإنجليزية)
- آدم سيمون على موقع عالم كرة القدم.نت (الإنجليزية)
- آدم سيمون على موقع AS.com (الإسبانية)